# Cosmisoma martyr
Cosmisoma martyr là một loài bọ cánh cứng trong họ Cerambycidae.